# Like a Dragon: Infinite Wealth
Like a Dragon: Infinite Wealth (龍が如く8?, Ryū ga Gotoku 8, lett. "Come un drago 8") è un videogioco di ruolo pubblicato nel 2024 per PlayStation 4, PlayStation 5, Xbox One, Xbox Series X e Series S e Microsoft Windows. Ottavo titolo della serie Yakuza, il gioco è ambientato alle Hawaii e vede protagonisti Ichiban Kasuga e Kazuma Kiryu.

## Sviluppo
Like a Dragon: Infinite Wealth è stato annunciato insieme a Like a Dragon Gaiden: The Man Who Erased His Name. Secondo Masayoshi Yokoyama di Ryu Ga Gotoku Studio, il sottotitolo Infinite Wealth è legato ai temi del gioco. Una demo di Infinite Wealth è inclusa in The Man Who Erased His Name.

## Accoglienza
Like a Dragon: Infinite Wealth ha venduto oltre un milione di copie nella prima settimana dall'uscita del gioco.
Il titolo ha ricevuto tre candidature ai Game Awards.